# Wadi as-Ser
Wadi as-Ser (en árabe, وادي السير) es una ciudad en la gobernación de Amán, en Jordania. Tiene una población de unos 241.830 habitantes (censo de 2015). Se encuentra al suroeste de Amán de cuya área metropolitana forma parte.